# Garcinia linii
Garcinia linii là một loài thực vật có hoa thuộc họ Clusiaceae.
Loài này chỉ có ở Đài Loan.
Chúng hiện đang bị đe dọa vì mất môi trường sống.